# Jeanne Ire (reine de Naples)
Pour les articles homonymes, voir Jeanne Ire et Jeanne de Naples.
Jeanne Ire de Naples, dite la Reine Jeanne, est née vers 1326 à Naples et morte le 27 juillet 1382,
 à Muro Lucano (Naples), assassinée sur ordre de son cousin Charles de Duras.
Fille de Charles d'Anjou-Naples (1298-1328), duc de Calabre, et de Marie de Valois, elle devient reine de Naples, comtesse de Provence et princesse d'Achaïe.

## Naissance et jeunesse
Jeanne Ire de Naples était la fille de Charles, duc de Calabre, et de Marie de Valois (demi-sœur du roi de France Philippe VI ; fille de Charles de Valois et de Mahaut de Châtillon-St-Pol). Par son père, Jeanne était la petite-fille de Robert le Sage et l'arrière-petite-fille de Charles II le Boiteux, deux rois de Naples, comtes d'Anjou, du Maine et de Provence qui descendaient du roi de France Louis VIII le Lion (par le père de Charles II, Charles Ier d'Anjou, 1227-1285, frère puîné de saint Louis).

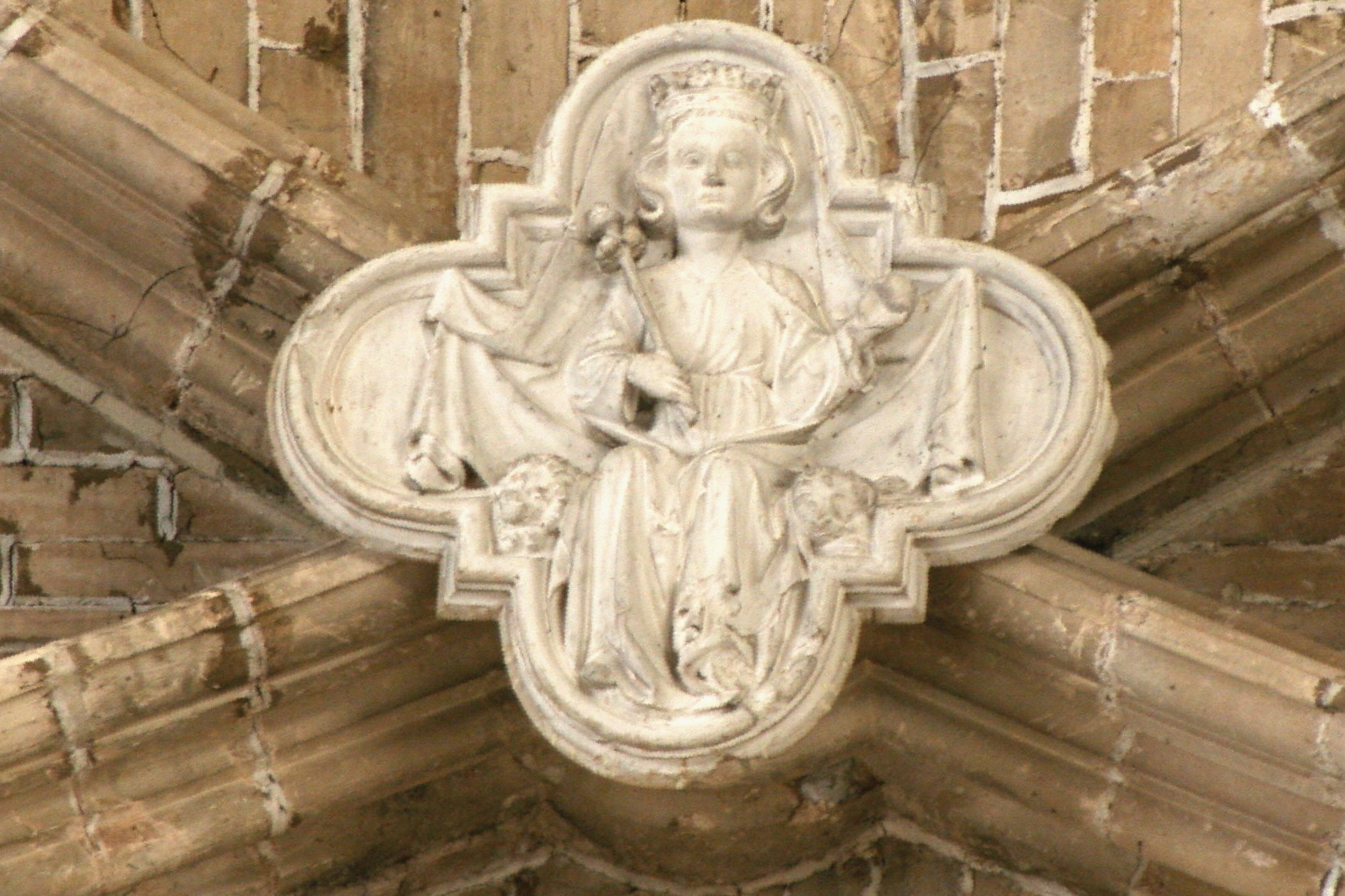
Bas-relief de Jeanne Ire de Naples, à Saint-Maximin-la-Sainte-Baume.

Elle eut une seule sœur, Marie de Calabre.
Son père, Charles de Calabre, mourut le 9 novembre 1328 alors qu'elle avait moins de deux ans. Son grand-père Robert, qui avait déjà perdu Louis, son deuxième fils, en 1310, se vit confronté au grave problème de sa succession, son royaume étant convoité par ses neveux. Ceux-ci avaient été écartés par Charles II le Boiteux du trône de Naples, avec tous les descendants de Charles Martel de Hongrie, au profit de Robert. Celui-ci désigna Jeanne pour lui succéder.
La mère de Jeanne, Marie de Valois, mourut à son tour le 23 octobre 1331, au cours d'un pèlerinage. Charles Martel, décédé en 1295, fils de Charles II le Boiteux, avait un fils Carobert (ou Charles Robert) qui, marié à Élisabeth de Pologne, avait eu deux enfants : Louis et André. Pour se réconcilier avec cette branche hongroise de sa famille, le roi Robert décida de marier, malgré leur jeune âge, Jeanne et André de Hongrie. La cérémonie eut lieu à Naples le 26 septembre 1333 alors que les époux n'avaient que huit ans.
Lorsque son grand-père, le roi Robert, mourut le 20 janvier 1343, Jeanne hérita du royaume de Naples, charge imposante pour laquelle elle était très mal préparée. Afin de la libérer de la tutelle pontificale, son grand-père avait mis en place un conseil de régence avec la reine Sancia, son épouse, le vice-chancelier Philippe de Cabassolle, évêque de Cavaillon, et le grand sénéchal de Provence Fillipo di Sanginetto. Devant l'inefficacité de ce conseil, le pape, en sa qualité de suzerain, décida d'imposer sa direction effective en envoyant sur place un légat, le cardinal Aymery de Châlus.

## Accession au trône

### Assassinat d'André de Hongrie
La cour de Naples fut rapidement divisée par les intrigues et rivalités des descendants des trois frères du roi Robert le Sage (1277-1343 ; le grand-père paternel de Jeanne), dont :
- Charles Robert ou Charobert (1288-1342 ; roi de Hongrie) pour la branche hongroise, fils de Charles Martel (1271-1295 ; frère aîné du roi Robert), et père de Louis Ier le Grand et d'André de Hongrie (1327-1345 ; le 1er mari de Jeanne) ;
- Philippe de Tarente (1278-1331), premier frère cadet du roi Robert, époux de Catherine de Valois-Courtenay-Constantinople, père de Louis de Tarente (1320-1362 ; le 2e mari de Jeanne), et de Philippe II de Tarente (1329-1373) ;
- Jean de Duras (1294-1336), dernier frère cadet du roi Robert, époux d'Agnès de Périgord, sœur du cardinal Hélie Talleyrand de Périgord.

La famille de Duras prit l'avantage en obtenant le mariage de Charles de Duras (1323-1348 ; fils de Jean de Duras et oncle de Charles III) avec Marie de Calabre (1328-1366), la sœur puînée de Jeanne. Par cette alliance les Duras se plaçaient en première position pour la succession au trône. Jeanne atteignant sa majorité, il était nécessaire de procéder au couronnement officiel de la souveraine. Conformément aux dispositions du testament de son grand-père, Jeanne s'opposait au couronnement de son mari André, réclamé avec insistance par sa famille hongroise. Le pape Clément VI, en sa qualité de suzerain, décida de faire couronner ensemble les époux. Un terme tragique fut mis à ce différend par l'assassinat d'André de Hongrie dans la nuit du 18 au 19 septembre 1345 à Aversa près de Naples. Les avis sont partagés sur l'implication réelle de la reine dans cet assassinat. Pour certains elle serait l'instigatrice de ce meurtre, pour d'autres, tel Émile-G. Léonard, l'implication de la reine n'est pas démontrée.

### L'invasion hongroise

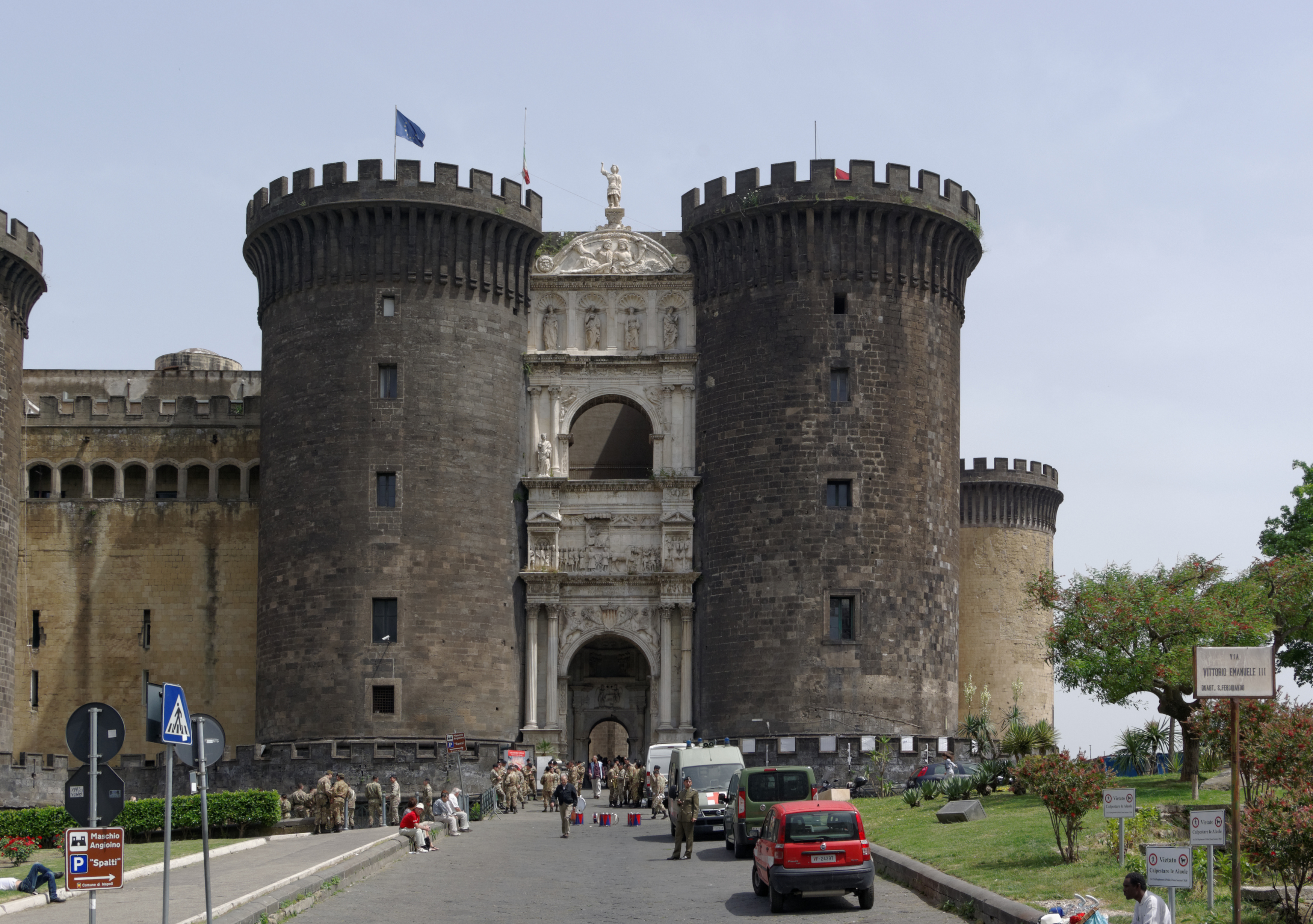
Château Neuf de Naples.

Louis le Grand de Hongrie, frère aîné d'André, ne pouvait que saisir cette occasion pour tenter une annexion du royaume de Naples. Il entreprit donc une expédition militaire et les premières troupes firent leur entrée à L'Aquila le 10 mai 1347. Au cours de ces événements tumultueux, le 20 juin 1346, Jeanne épousa à Naples son cousin Louis de Tarente. Certains[Qui ?] affirment qu’elle avait été la maîtresse de Louis et de plusieurs autres. Le 11 janvier 1348 Louis de Hongrie était à Bénévent prêt à envahir le royaume de Naples. Devant cette menace, Jeanne qui s'était retirée au Château-Neuf et confiante en la fidélité de Marseille, avait préparé son évasion afin d'échapper à la vengeance de Louis. Sans attendre le retour de son mari Louis de Tarente elle s'embarque le 15 janvier 1348 sur deux galères du Marseillais Jacques de Galbert à destination de la Provence, emmenant avec elle son trop dévoué Enrico Caracciolo. Louis de Tarente arriva à Naples le lendemain et partit sur une autre galère.
Après avoir investi facilement la ville de Naples, Louis de Hongrie fit décapiter le 23 janvier 1348 Charles de Duras, époux de Marie de Calabre, sœur de Jeanne, sur les lieux mêmes où son frère André avait été assassiné.

### Jeanne en Provence

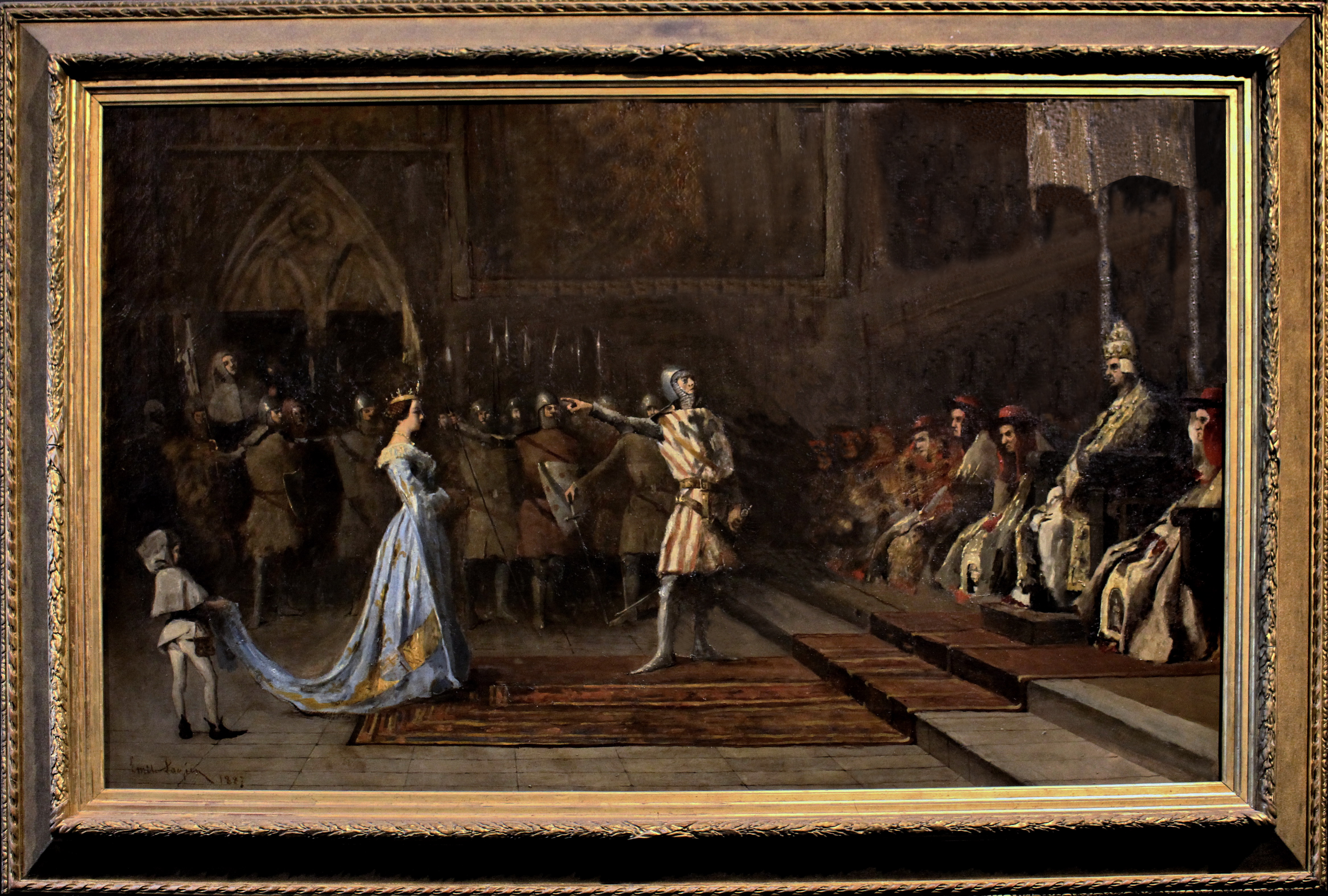
Emile Lagier, La reine Jeanne reçue par le pape Clément VI.

Après une escale à Brégançon, Jeanne arriva à Marseille le 20 janvier 1348 où elle reçut un accueil chaleureux. Elle jura d'observer les privilèges de la ville et recevait le serment de fidélité de ses habitants. Elle signait les lettres patentes qui unissaient la ville haute et la ville basse, assurant ainsi l'unité administrative. Elle se rendit ensuite à Aix-en-Provence où l'accueil fut très différent, les barons de Provence lui manifestant clairement leur hostilité. Elle dut s'engager sous serment à ne rien aliéner de la Provence et à réserver tous les emplois du comté aux seuls Provençaux.
Elle arriva ensuite le 15 mars en Avignon — véritable but de son voyage — pour y rencontrer le pape. Louis de Tarente étant arrivé de son côté à Aigues-Mortes, le couple fut reçu par Clément VI. Pour Jeanne cette rencontre avait un triple but : obtenir une dispense pour son mariage avec Louis de Tarente, recevoir l'absolution pour être disculpée du meurtre d'André et préparer la reconquête de son royaume. Le pape accorda les dispenses de parenté, nomma une commission pour examiner les accusations de participation à l'assassinat d'André et acheta la ville d'Avignon pour 80 000 florins, ce qui séparait cette ville de la Provence.
Ayant appris que Louis de Hongrie était parti de Naples, le couple quitta Avignon le 21 juillet, séjourna à Marseille du 24 au 28 juillet, passa à Sanary le 30, au fort de Brégançon le 31 et arriva à Naples le 17 août 1348. Un mois après son arrivée, elle violait ses promesses en révoquant le 20 septembre 1348 le sénéchal Raymond d'Agoult et nommant à sa place le Napolitain Giovanni Barrili. Devant le mécontentement Jeanne dut rendre sa charge à D'Agoult.
Certains auteurs pensent que ce court séjour de Jeanne en Provence est à l'origine de la forte mythologie « de la Reine Jeanne » qui imprègne la Provence, et qui fit que l'on baptisa de son nom quantité de châteaux, ponts, tours et chemins. D'autres, plus nombreux, pensent que cette mythologie prend sa source chez la Reine Jeanne (Jeanne de Laval), seconde épouse du « bon roi René » (René d'Anjou), lesquels, un siècle plus tard, régnèrent plus de vingt ans sur la Provence, demeurant en Aix-en-Provence. On retrouve plusieurs lieux dénommés « au roi René et à la reine Jeanne » réunis. Au contraire de Jeanne Ire de Naples, tous deux étaient réputés pour leur règne intelligent, leur probité, leur générosité  et leur simplicité et bonhomie. Une mythologie qui remonte au XVIe siècle, avec les écrits de César de Nostredame, fils de Michel de Nostredame — Nostradamus — qui vécut un demi-siècle plus tard, et qui furent repris par de nombreux érudits.

## Le règne de Louis de Tarente

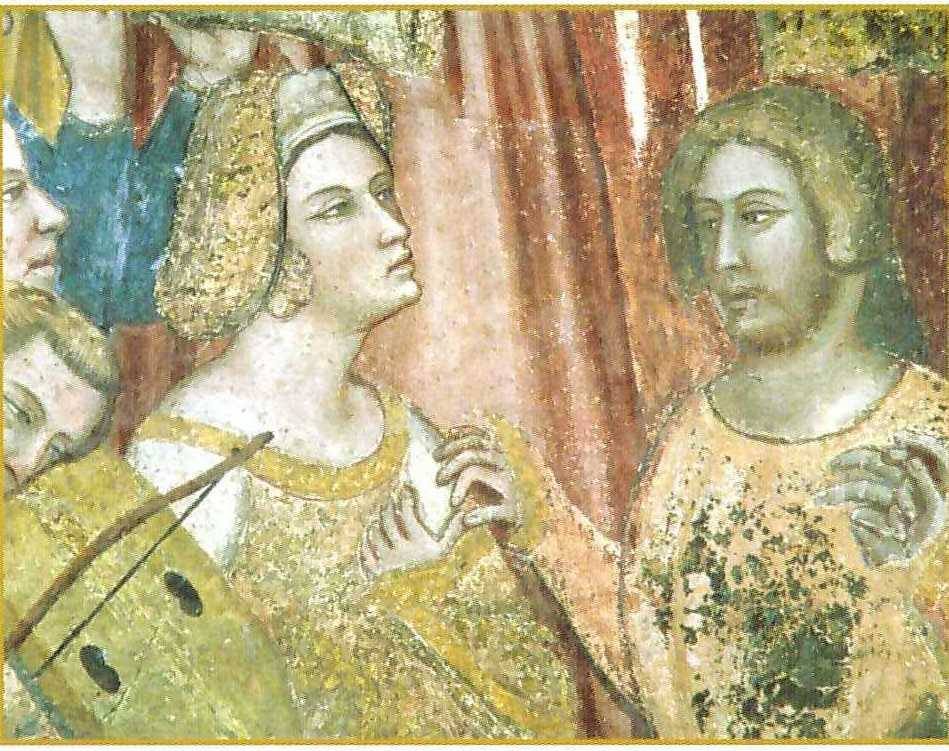
Fresque de Roberto d'Oderiso à l'église Santa Maria Incoronata de Naples : mariage de la reine Jeanne Ire et de Louis de Tarente.

Très vite Louis de Tarente ne se préoccupa que de sa prise de pouvoir au détriment de la reine Jeanne. À la faveur des troubles provoqués par les combats avec les troupes hongroises restées dans différentes places, il réussit un véritable coup d'État : Enrico Caracciolo, le protégé de la reine, fut arrêté et mis à mort.
Après une nouvelle offensive de Louis de Hongrie qui l'amena sous les murs de Naples, le pape Clément VI envoya un légat Raymond Saquet, évêque de Thérouanne avec une flotte commandée par Hugues des Baux. Louis de Tarente promit de rendre à la reine son indépendance. Peu après Louis de Hongrie, grièvement blessé, rentrait dans son pays. Le 23 mars 1352 la paix était proclamée entre Naples et la Hongrie.
L'exercice du pouvoir commun entre la reine et Louis de Tarente avait été réglé par un édit qui laissait à ce dernier la liberté de gouverner à son gré. Mais en fait le véritable maître était son conseiller, Niccolo Acciaiuoli[réf. nécessaire].
En 1356 les souverains organisèrent la reconquête de la Sicile. Après une victoire à Messine, il y eut une grave défaite navale face aux Catalans (29 juin 1357),.
Philippe II de Tarente, frère de Louis, avait épousé Marie de Calabre, veuve de Charles de Duras, et était envoyé en Provence en tant que vicaire général pour lutter contre les différentes compagnies qui ravageaient la Provence. Il acheta le concours des troupes du comte d'Armagnac qui se montrèrent aussi redoutables pour les populations locales. Finalement Innocent VI obtint l'éloignement de ces bandes contre rançon. Ces dangers montraient clairement la sous-administration de la Provence à partir de Naples[réf. nécessaire].
Louis de Tarente, ayant pris froid en prenant un bain, tomba malade. Son état empira durant un mois et il mourut le 25 mai 1362.

## Gouvernement personnel de Jeanne

### Troisième mariage
La mort de Louis de Tarente (1320-1362), mari autoritaire et brutal, rendait à la reine un pouvoir dont elle n'avait jamais pu disposer. Ce décès faisait disparaître un élément de discorde. Pendant trois ans, la reine allait prendre une série de mesures qui la rendirent populaire : pardon accordé à Raymond des Baux 20 mars 1363, remplacement du sénéchal de Provence Roger de San-Severino par Fouques d'Agoult ainsi que divers édits pour éviter les désordres.
Le 14 décembre 1362, elle se maria pour la troisième fois avec un prince d'une bonne dizaine d'années plus jeune qu'elle, Jacques IV de Majorque, (1336 † 1375), roi titulaire de Majorque et prince titulaire d'Achaïe, mais n'eut pas d'enfants. Malheureusement ce troisième époux, qui avait été maintenu en prison pendant quatorze ans dans une cage de fer par son oncle Pierre IV, était pratiquement fou. À toutes les tares physiques qui accablaient le pauvre prince, s'ajoutaient des prétentions à être associé au gouvernement. Devant l'opposition résolue de la reine, Jacques IV finit par s'éloigner et partit pour l'Espagne soutenir Henri de Trastamare contre Pierre le Cruel, roi de Castille. Emprisonné puis libéré il finit par mourir en février 1375.

### Agitation en Provence
Pour affirmer les droits de l'Empire sur le royaume d'Arles, l'empereur Charles IV de Luxembourg, roi de Bohême, vint après son passage à Avignon, se faire couronner le 4 juin 1365 roi d'Arles à l'église Saint-Trophime, mais garantit à Jeanne ses droits sur la Provence.
Par ailleurs les prétentions de Louis d'Anjou (1339-1384), frère puîné du roi de France Charles V et lieutenant du Languedoc, s'affirmaient. Il se lança avec l'aide des compagnies de Bertrand Du Guesclin à l'attaque de la Provence. Avignon fut rançonnée, Arles assiégée ainsi que Tarascon qui fut reprise par les troupes de Provence après dix-neuf jours de siège infructueux. Les troupes du sénéchal Raymond II d'Agoult furent battues à Céreste. L'intervention d'Urbain V auprès de Charles V, l'excommunication de Du Guesclin le 1er septembre 1368, amenèrent la retraite de celui-ci et la signature d'un traité de paix le 13 avril 1369 qui fut suivi d'une trêve signée le 2 janvier 1370.

### Apogée de Jeanne
Après ces périodes de troubles, Jeanne put connaître une période de calme relatif grâce à sa bonne entente avec le Saint-Siège aussi bien avec Urbain V qu'avec Grégoire XI. Durant cette période (1370‐74) il y eut la canonisation de saint Elzéar de Sabran ainsi que la visite de Brigitte de Suède à Naples (1372). Mais il y eut surtout, grâce à la médiation de Grégoire XI, le traité de paix définitive du 11 avril 1371 avec Louis d'Anjou qui abandonna ses prétentions sur Tarascon. De plus, la reine retrouvait son domaine piémontais grâce aux succès du chef de guerre Othon de Brunswick qu'elle épousa plus tard.

## Le grand schisme

### Quatrième mariage
Sans enfants encore vivants, Jeanne avait pensé en 1373 résoudre son problème de succession en faisant s’épouser deux cousins germains de la branche de Durazzo, Marguerite de Durazzo (1347-1412), fille de sa sœur Marie et de Charles de Durazzo, et Charles III de Duras (1345-1386 ; fils de Louis de Gravina et neveu de Charles de Duras/de Durazzo ; futur roi de Naples et de Hongrie). Ce choix ne fut pas du goût de son beau-frère Philippe de Tarente-Constantinople ; celui-ci mourant en novembre 1373, avait légué ses prétentions à son beau-frère François des Baux (vers 1330-1422), 1er duc d'Andria, et à son fils Jacques (1354-1383 ; fils de Marguerite d'Anjou-Tarente). François des Baux revendiqua par les armes les biens du défunt réunis à la couronne. Mais Jeanne lui confisqua ses biens pour crime de lèse-majesté le 8 avril 1374.
Jeanne allait bientôt s'aliéner Charles III de Duras lui-même. En effet, avec l'accord du pape Grégoire XI, elle épousa le 25 mars 1376, le vaillant capitaine Othon de Brunswick. Bien que ce dernier fût réduit à l'état de prince consort, Charles III s'en irrita et se rapprocha de Louis de Hongrie, ennemi de la reine Jeanne.

### Louis d'Anjou héritier
Il se produisit alors le Grand schisme (1378-1417), l'une des plus grandes fractures de la chrétienté de l'Occident médiéval. Deux papes furent élus : Bartolomeo Prignano archevêque de Bari qui prit le nom d'Urbain VI et Robert, cardinal de Genève qui devint Clément VII. Le premier résida à Rome, le second à Avignon. Après avoir hésité, Jeanne se prononça pour Clément VII et lui avança 50 000 florin. Urbain VI de son côté encouragea les ennemis de Jeanne : le roi de Hongrie, le duc d'Andria François des Baux, et Charles III de Duras. Se trouvant dans une situation critique, Jeanne fit appel à Clément VII qui lui conseilla d'avoir recours à Louis d'Anjou. En échange de son aide, elle l'adopta le 29 juin 1380 à la place de Charles III de Duras. Cet accord réalisait les ambitions que le duc d'Anjou nourrissait depuis longtemps. Charles III n'hésita alors plus et en novembre 1380 descendit vers Naples à la tête d'une armée composée surtout de Hongrois.
Louis Ier d'Anjou-Valois (1339-1384 ; un arrière-petit-fils de Charles de Valois et de Marguerite d'Anjou, la sœur aînée de Robert le Sage et la fille héritière de leur père Charles II le Boiteux pour l'Anjou et le Maine), ne mesurant peut-être pas la gravité de la situation du royaume de Naples, n'intervint pas immédiatement car il avait à s'occuper également de son neveu Charles VI qui succédait à l'automne 1380 à son père Charles V sur le trône de France.

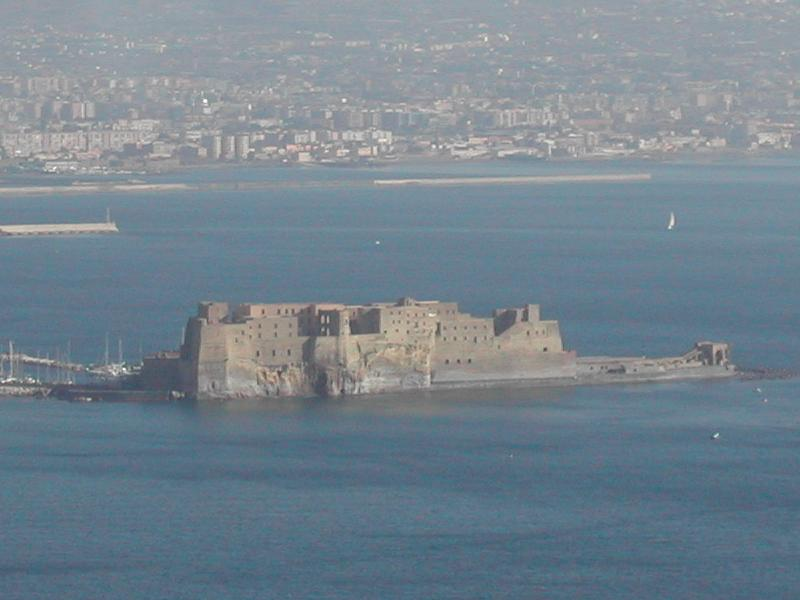
Château de l'Œuf à Naples.

Othon de Brunswick, qui n'avait qu'un faible contingent, ne put arrêter les troupes de Charles III qui franchissaient le 28 juin 1381 les frontières du royaume de Naples. Le 16 juillet 1381 vers 19 heures Charles III pénétrait dans Naples et assiégeait la reine retirée dans le Château-Neuf. Ne recevant aucun secours, elle dut capituler le 25 août 1381 et fut placée en détention au château de l'Œuf, puis à celui de Nocera.

### Assassinat de Jeanne
Louis d'Anjou se décida enfin à agir et partit d'Avignon à la tête d'une puissante armée le 31 mai 1382. Il passa par Turin et Milan. Vers le début septembre, il se trouvait à Amatrice, proche de Rome. Mais celle qu'il venait secourir était déjà morte assassinée. En effet Charles III de Duras, pensant qu'il ne pourrait résister à Louis d'Anjou, avait fait transférer la reine au château de Muro où il la fit assassiner le 27 juillet 1382. Elle fut étouffée sous des oreillers afin de faire croire à une mort naturelle.
Ainsi se terminait de façon tragique la première maison d'Anjou-Provence-Sicile (Naples), d'autant plus que Louis Ier d'Anjou mourut à Bari dès le 21 septembre 1384 sans avoir pu terminer la reprise du royaume de Naples. Sa mort ouvrit une guerre de succession en Provence (1382-1386), dite guerre de l'Union d'Aix entre les partisans de Charles III de Duras (1345-1386) et ceux de Louis Ier (1339-1384) puis Louis II d'Anjou (1377-1417) ; elle eut pour conséquences l'installation de la deuxième maison d'Anjou-Provence-Naples sur le comté de Provence (Louis II et ses fils Louis III (1403-1434) et René (1409-1480), et la dédition de Nice à la Savoie en 1388. À Naples, Charles III mourut dès 1386 mais laissa le royaume à son fils Ladislas (1377-1414) puis à sa fille Jeanne II (1373-1435). Des guerres de succession opposèrent les héritiers des Anjou (Louis III et son frère René, leur petit-neveu Charles VIII ou leur petit-cousin Louis XII) et les Aragon-Sicile, qui finalement l'emportèrent (Alphonse V en 1442/1443 et son arrière-petit-fils Ferdinand II en 1495 ; puis Ferdinand II d'Aragon en 1503) : cf. les articles Naples et Guerres d'Italie.

## Postérité
« Dater de la Reine Jeanne » : expression idiomatique de la langue française qui permet de présenter un fait comme étant très ancien,.
« Maison de mère Jeanne (pt) » : expression de la langue portugaise qui désigne un lieu ou une situation où tout est permis, désordonné, le tout est dominé par la confusion et la désorganisation. D'après l'historien Louis Câmara Cascudo (pt), l'expression provient de la reine Jeanne.
Jean Magnon lui consacre une tragédie, Jeanne de Naples, en 1656.
Jeanne Ire de Naples figure dans la collection de biographies de femmes historiques et mythologiques écrites par l'auteur florentin Boccace, De mulieribus claris (1374), ainsi que dans la série de romans d'Alexandre Dumas, Crimes célèbres, parus entre 1839 et 1840.
La reine Jeanne est également le personnage principal du film muet italien Giovanna I d'Angiò, regina di Napoli, réalisé en 1920 par Gemma Stagno Bellincioni.